# Samuel Bronfman
Samuel Bronfman (născut Șmil ori Samuil; n. 27 februarie 1889, Otaci, raionul Ocnița, Republica Moldova – d. 10 iulie 1971, Montréal, provincia Québec, Canada) a fost un evreu basarabean, antreprenor, miliardar și filantrop canadian. A fondat compania de distilare Seagram (mai mulți ani la rând, cel mai mare producător de băuturi spirtoase din lume), precum și al celei mai bogate dinastii canadiene, Bronfman. În diferite perioade, compania Seagram a deținut mărci comerciale pentru brandurile „Tropicana”, whisky „Chivas Regal”, „Crown Royal”, „VO”, „Calvert”, „Dewars”, „Seven Crown” și rom „Captain Morgan”. Activele Seagram au fost achiziționate de companiile The Coca-Cola Company, Diageo și Pernod Ricard.

## Biografie

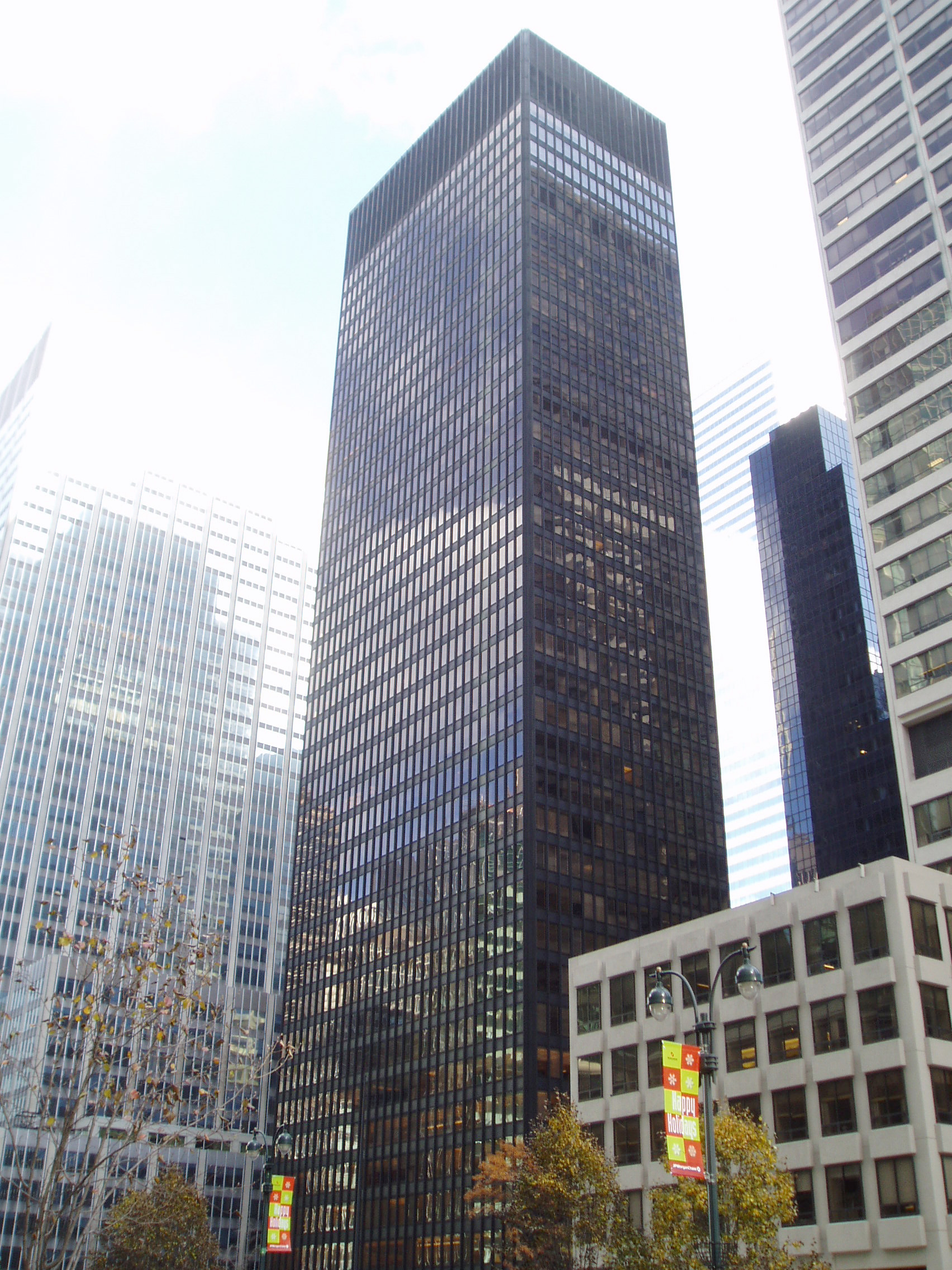
Clădirea Seagram din New York.

S-a născut în târgul Otaci (acum oraș din raionul Ocnița, Republica Moldova) din ținutul Soroca, gubernia Basarabia, Imperiul Rus, fiind unul dintre cei opt copii ai lui Mindel și Echiel Bronfman. Părinții săi, care se ocupau cu creșterea tutunului în Basarabia, au emigrat în provincia canadiană Saskatchewan (orașul Wapella), apoi în orașul Brandon, provincia Manitoba, când era încă copil. Fiind o familie bogată, familia a fost însoțită de rabinul lor și de doi servitori. Curând, Echiel a aflat că cultivarea tutunului, care îl făcuse un om bogat în patria sa, era incompatibilă cu climatul rece canadian. Drept urmare, a fost obligat să lucreze ca muncitor pentru Canadian Northern Railway și, după o scurtă perioadă de timp, sa mutat într-un loc de muncă mai bun la o fabrică de cherestea. Echiel și fiii săi au început ulterior să câștige mai bine vânzând lemn de foc, schimbându-l pe pește congelat. În cele din urmă, s-au orientat spre comerțul cu cai, o activitate prin care a ajuns în afacerile hoteliere și baruri.
În 1903, familia a cumpărat o afacere hotelieră, iar Samuel, observând că o mare parte din profit a venit din băuturile alcoolice, a înființat un magazin distribuitor de băuturi alcoolice. În 1924, la Montreal, a fondat „Distillers Corporation”, companie specializată în producerea de whisky ieftin și, în același timp, activând și în SUA, profitând în special de interzicerea băuturilor alcoolice în țara vecină. Bronfman a vândut băuturi alcoolice în orașele din nordul SUA, cum ar fi Boston, New York și Chicago în timpul prohibiției, producând însă în Montreal și Quebec, unde producția de alcool era legală.
La 21 iunie 1922, Bronfman s-a căsătorit cu Saidye Rosner (1897–1995), cu care a avut patru copii: Aileen Mindel „Minda” Bronfman de Gunzburg (1925–1986), Phyllis Lambert (n. 1927), Edgar Miles Bronfman (1929–2013), Charles Bronfman (n. 1931).